# Travail posté

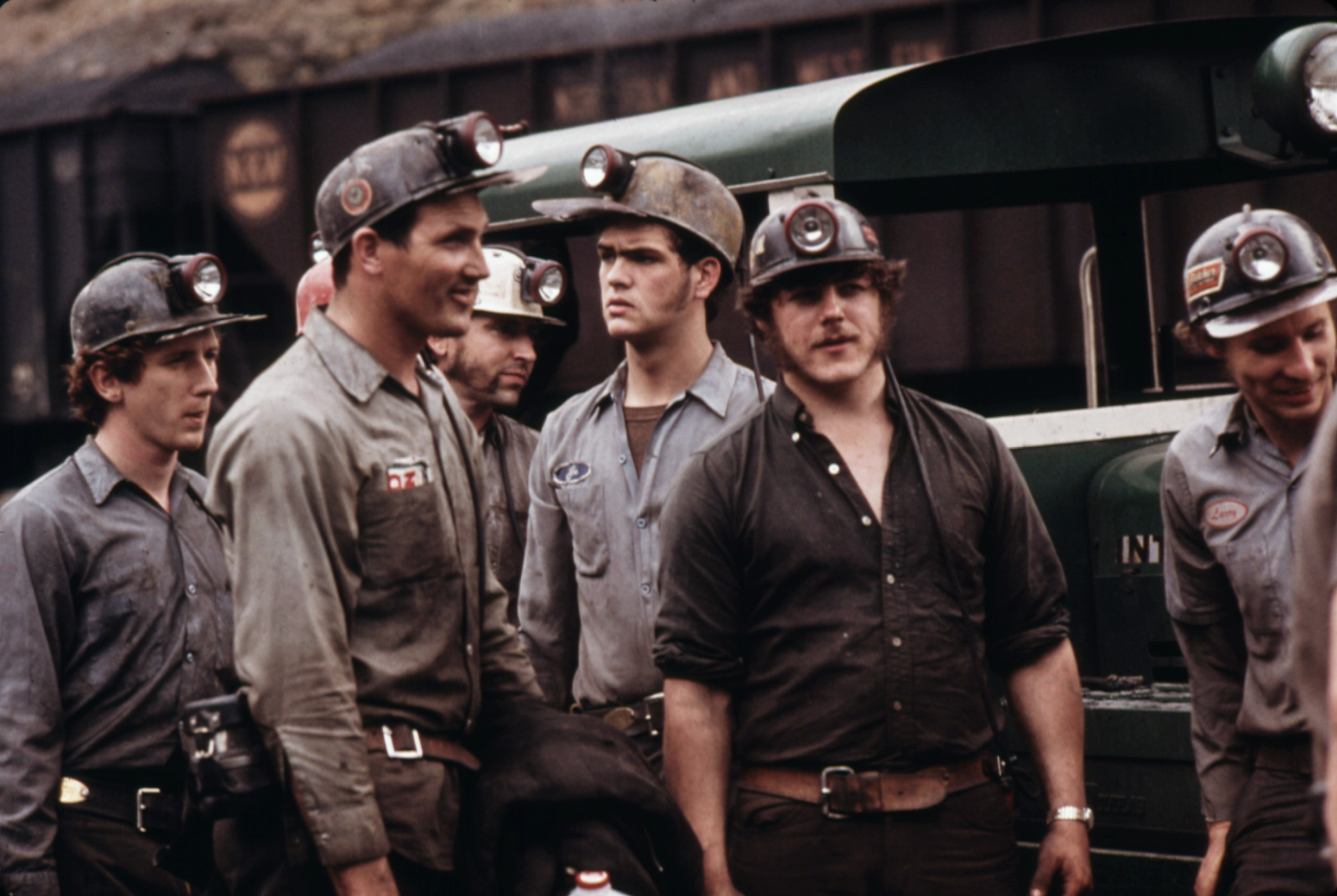
Groupe de mineurs attendant leur quart de travail de 16h jusqu'à minuit dans une mine de charbon en Virginie.

Le travail posté, aussi appelé quart de travail, travail en équipes, travail en rotation ou par système de pauses  est la forme d'organisation du travail où des équipes se relaient au même poste les unes après les autres. Une forme fréquente de travail posté est l'organisation en deux fois huit heures, en trois fois huit heures, ou selon d'autres formules plus intensives encore (équipes du samedi, voire du dimanche). Ces formules intensives correspondent à des modes de production qui travaillent en continu, c'est-à-dire où l'arrêt des équipements n'est pas souhaité pour des raisons
- techniques : l’arrêt oblige à des opérations lourdes ou malaisées, voire destructives, la durée d'un arrêt/redémarrage se compte parfois en jours ou en semaines (industrie lourde).
- économiques : le volume de production recherché est maximal pour dégager un prix de revient de fabrication minimal ; le coût d'un arrêt est plus important que le surcoût occasionné par le travail posté.
- liées au marché : une forte demande temporaire réclame un accroissement de volume sans que celui-ci soit suffisant pour justifier l'achat d'une machine supplémentaire ou le recours à la sous-traitance extérieure ;
- de sécurité : cas du domaine médical et paramédical.

## Définition
Le terme « travail posté » réfère au fait qu’un employeur engage deux ou plusieurs équipes dans le but d’étendre ses heures d’opérations au-delà de ce qui est conventionnel. 

## Fréquence et types de travail posté
Le travail de quart est commun : au Canada, parmi les personnes de 19 à 64 ans ayant un emploi à temps plein, environ 25 % avaient un travail posté. Parmi cette démographique, les emplois postés les plus communs étaient les quarts rotatifs et les quarts irréguliers. Ce sont les mêmes quarts de travaux qui sont les plus fréquents chez les travailleurs postés au Royaume-Uni, où ces derniers représentent 11 % de la population ayant un emploi. Or, parmi les divers types de travaux postés, les quarts rotatifs ainsi que les quarts irréguliers comportent l’ajustement temporel le plus difficile, puisque le corps doit constamment adapter son horloge interne à l’horaire. De plus, cela complexifie aussi la planification des activités de vie familiale, en particulier la garde des enfants.
Aux États-Unis, la raison la plus fréquente pour le choix d’un travail de type posté à temps plein est la nature de l’emploi (55 % des travailleurs). Les autres raisons incluent :  une préférence personnelle (11 %), un manque d’autre choix (8 %), la garde d’enfants ou de famille (8 %), une meilleure paie (7 %), et l’école (3 %).

## Enjeu
L'intérêt du travail posté est de baisser le prix de revient de l'unité produite dans la mesure où une même capacité instantanée de production est en mesure de produire plus longtemps. La diminution des temps de non-production fait que pour un niveau sensiblement identique de coûts fixes (les coûts fixes par définition sont censés ne pas varier en fonction du volume produit), la production peut augmenter par palier dans la mesure où l'équipement concerné peut fonctionner sur une durée plus longue voire en continu. 
Conséquence importante : plus l'équipement se révèle être coûteux du point de vue des coûts fixes, plus le recours au travail posté parait intéressant du fait de l'allongement de la durée d'utilisation d'un équipement (en abrégé DUE).

## Mode d'organisation

### Deux fois huit
Le deux fois huit  est un système qui consiste à faire tourner par roulement de huit heures consécutives deux équipes sur un même poste, afin d'assurer un fonctionnement durant les seize heures d'une journée. 
|          | semaine 1  | semaine 2  | semaine 3  | semaine 4  |
| -------- | ---------- | ---------- | ---------- | ---------- |
| Équipe A | Matin      | Après-midi | Matin      | Après-midi |
| Équipe B | Après-midi | Matin      | Après-midi | Matin      |

avec par exemple :
- 05 h - 13 h ou 06 h - 14 h : matin
- 13 h - 21 h ou 14 h - 22 h : après-midi

On parle alors de l'équipe du matin et de l'équipe de l'après-midi.

### Trois fois huit
Le trois fois huit ou trois-huit est un système qui consiste à faire tourner par roulement de huit heures consécutives trois équipes sur un même poste, afin d'assurer un fonctionnement continu sur les vingt-quatre heures d'une journée, sauf week-end Ce système est principalement appliqué dans les entreprises du secteur secondaire ou de transports.
|          | Semaine 1  | Semaine 2  | Semaine 3  |
| -------- | ---------- | ---------- | ---------- |
| Équipe A | Matin      | Nuit       | Après-midi |
| Équipe B | Après-midi | Matin      | Nuit       |
| Équipe C | Nuit       | Après-midi | Matin      |

avec par exemple :
- 05 h - 13 h ou 06 h - 14 h : matin
- 13 h - 21 h ou 14 h - 22 h : après-midi
- 21 h - 05 h ou 22 h - 06 h : nuit

On parle alors de l'équipe de nuit, de l'équipe du matin et de l'équipe de l'après-midi.

### Quatre fois huit
Le quatre fois huit est un système qui consiste à faire tourner par roulement de huit heures consécutives quatre équipes sur un même poste, afin d'assurer un fonctionnement continu sur les vingt-quatre heures d'une journée, y compris le week-end. 
Les équipes changent de tranche horaire tous les deux jours. 
|          | jours 1 et 2 | jours 3 et 4 | jours 5 et 6 | jours 7 et 8 |
| -------- | ------------ | ------------ | ------------ | ------------ |
| Équipe A | Matin        | Après-midi   | Nuit         | Repos        |
| Équipe B | Après-midi   | Nuit         | Repos        | Matin        |
| Équipe C | Nuit         | Repos        | Matin        | Après-midi   |
| Équipe D | Repos        | Matin        | Après-midi   | Nuit         |

avec par exemple :
- 05 h - 13 h : matin
- 13 h - 21 h : après-midi
- 21 h - 05 h : nuit

On parle alors de l'équipe de nuit, de l'équipe du matin et de l'équipe de l'après-midi.

### Cinq fois huit
Le cinq fois huit est un système  qui consiste à faire tourner par roulement de huit heures consécutives cinq équipes sur un même poste, afin d'assurer un fonctionnement continu sur les vingt-quatre heures d'une journée, y compris le week-end.  Les équipes changent de tranche horaire tous les deux jours, sauf l'équipe de repos, qui y reste quatre jours consécutifs.
|          | jours 1 et 2 | jours 3 et 4 | jours 5 et 6 | jours 7 et 8 | jours 9 et 10 |
| -------- | ------------ | ------------ | ------------ | ------------ | ------------- |
| Équipe A | Matin        | Après-midi   | Nuit         | Repos        | Repos         |
| Équipe B | Après-midi   | Nuit         | Repos        | Repos        | Matin         |
| Équipe C | Nuit         | Repos        | Repos        | Matin        | Après-midi    |
| Équipe D | Repos        | Repos        | Matin        | Après-midi   | Nuit          |
| Équipe E | Repos        | Matin        | Après-midi   | Nuit         | Repos         |

avec par exemple :
- 05 h - 13 h : matin
- 13 h - 21 h : après-midi
- 21 h - 05 h : nuit

On parle alors de l'équipe de nuit, de l'équipe du matin, de l'équipe de l'après-midi et de l'équipe de repos.

## Impacts sur la santé
Si certains travailleurs supportent sans problème le travail à pause, la plupart peuvent rencontrer, après quelques mois ou quelques années de travail de nuit, divers désagréments biologiques, perturbation du rythme circadien, problèmes de sommeil, problèmes gastro-intestinaux, ou une aggravation de troubles de santé préexistants, ou encore peuvent se trouver en décalage social.
Les horaires irréguliers et le travail de nuit sont des causes de perturbation du sommeil et du système hormonal (normalement réglé sur le rythme biologique et le rythme nycthéméral). Les travailleurs concernés ont plus de risques d'hypertension artérielle et de perturbations lipidiques, ce qui accroit le risque de maladie cardiovasculaire. Les éclairages nocturnes puissants pourraient aussi perturber la sécrétion de mélatonine, hormone connue comme « hormone du sommeil », mais qui contrôle aussi une grande partie du système hormonal humain. La sécrétion d'insuline pancréatique (hormone contrôlant le métabolisme glucidique) a également plus de risque d'être perturbée (stade intermédiaire de « prédiabètique » caractérisé par une hypersécrétion d'insuline et une baisse de sensibilité à cette hormone)
L'Inserm a confirmé en 2012 (à partir d'un suivi sur 2 ans de 200 ouvriers travaillant en usine, dont pour moitié en 3 × 8) un risque plus élevé de syndrome métabolique pour les employés postés en « trois huit » (taux de triglycérides plus élevés et/ou taux d’HDL cholestérol plus faibles), ainsi qu'un  risque de développer une résistance à l’insuline.
L'ensemble de ces symptômes pourraient être liés à la perturbation du rythme circadien. Pour Yolande Esquirol coauteur de cette étude, ces résultats « incitent à un dépistage plus précoce de sensibilité à l’insuline chez ces individus afin de mettre en place des actions préventives de promotion de la santé comme la modification de facteurs nutritionnels, la pratique d’activité physique de loisirs, l’adaptation des rythmes de travail et une hygiène du sommeil ».